# Ryan MacAnally
Ryan MacAnally (Gold Coast, 14 september 1992) is een Australisch wielrenner die anno 2017 rijdt voor H&R Block Pro Cycling Team.

## Carrière
In 2016 behaalde MacAnally zijn eerste UCI-overwinning door in de Ronde van Jakarta Zamri Saleh en Abdullah Fatahillah in de sprint achter zich te laten.

## Overwinningen
2016
Ronde van Jakarta

## Ploegen
- 2011 –  Team Budget Forklifts (vanaf 26-9)
- 2016 –  Pegasus Continental Cycling Team
- 2017 –  Nice Cycling Team (tot 15-5)
- 2017 –  H&R Block Pro Cycling Team (vanaf 20-6)

Benson · Cole · Cupitt · Davison · England · Frieberg · Herzig · Jongewaard · MacAnally · McLeod · Roselund · Spencer · Windsor · Wood